# Eggo

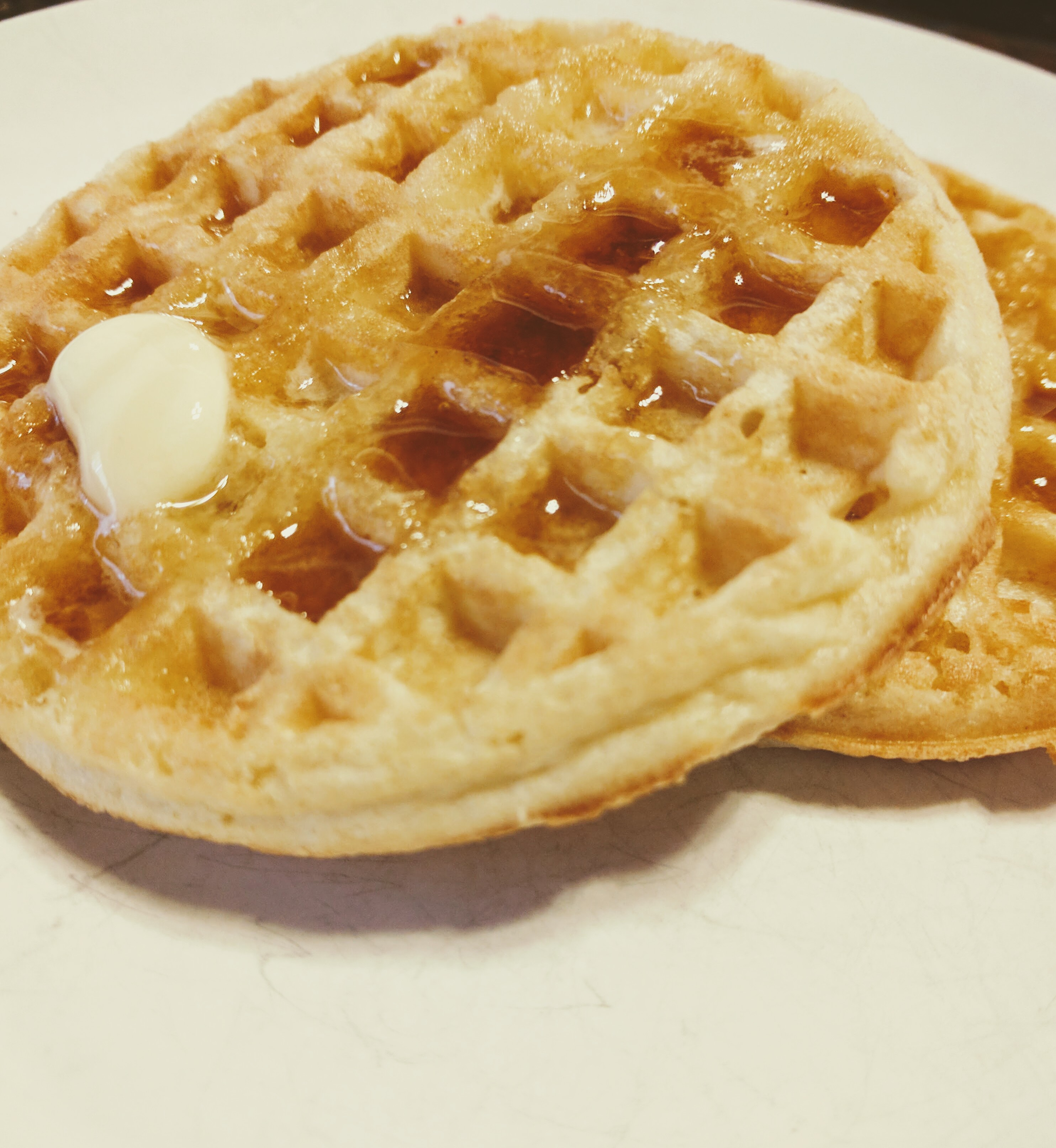
Вафли Eggo в готовом виде.

Eggo — американский бренд замороженных вафель.

## История
Замороженные яичные вафли были изобретены в Сан-Хосе, Калифорния, предпринимателем Фрэнком Дорсой (1907—1996), который разработал эффективный производственный процесс, с помощью которого вафли можно было готовить, замораживать и упаковывать в промышленных масштабах. В 1953 году Фрэнк Дорса, вместе с младшими братьями: Энтони и Сэмом, ввели своё изобретение на рынок под названием «Froffles». Идея состояла в том, что для приготовления замороженных вафель домохозяйкам не требовалась вафельница, которая имелась не в каждой семье. 
Вафли пришлись по душе американцам, и быстро начали продаваться по всей территории США. Из-за  насыщенного яичного вкуса клиенты прозвали их «Eggos» (от «egg» — яйцо). Реагируя на спрос, братья Дорса уже в 1955 году изменили название своих вафель с «Froffles» на «Eggo».
Наряду с замороженными вафлями, братья Дорса также производили картофельные чипсы и сироп для вафель под таким же названием. Вся продукция выпускалась на большом заводе в Сан-Хосе. Семья Дорса принимала активное участие в жизни города, и делала большие пожертвования местным школам и на другие благотворительные цели. 
В 1968 году компания братья Дорса была приобретена компанией Kellogg's, одной из крупнейших в мире корпораций по производству продуктов питания. В 1972 году был придуман рекламный слоган «L'eggo my Eggo», который используется компанией так долго, в  том числе и в телерекламе, что стал одним из самых узнаваемых в США.
К 2009 году на долю «Eggo» приходилось 69% рынка замороженных вафель в США. Кроме вафель, «Eggo», которое остаётся подразделением компании Kellogg's, производит также сухие завтраки и другую продукцию, однако именно вафли остаются их флагманом. Вафли «Eggo» выпускаются с разными вкусами: кроме классических, существуют или существовали также вафли со вкусами клубники, черники, корицы, ванили, с шоколадной крошкой и так далее. 
Как и культовые в США печенья Поп-тартс, вафли «Eggo» рассчитаны, в первую очередь, на разогревание в тостере. Такой сегмент рынка, который можно обозначить, как продукты для тостера, относительно мало востребован за пределами США.
Тем не менее, дополнительное внимание иностранцев к культовым для американцев вафлям Eggo, было привлечено после выхода сериала «Очень странные дела», где они являлись любимой едой героини Одиннадцать, причём по сюжету сериала внимание к вафлям привлекается много раз.